# 线虫动物门
線蟲動物門是動物界中最大的門之一。線蟲為假體腔動物，絕大多數體小呈圓柱形，又稱圓蟲（roundworms）。
線蟲的物種很不容易區分，有相關描述的已超過二萬五千種，其中超過一半是寄生性的（包括許多植物及人類在內動物的病原體）。線蟲的物種數估計超過一百萬種，只有節肢動物比線蟲更多樣化。线虫的消化系統是有二個開口的管狀消化系統，和刺胞動物門及扁形動物門不同。
线虫幾乎已適應了地球所有的生態系，從海洋（海水）到淡水、土壤、極地到赤道、也包括不同海拔高度的地區。牠們在淡水、海水、陸地上隨處可見，並在極端的環境如南極和海溝都可發現，其個體數量及物種個數常常超過其他的動物，甚至在高山、沙漠、南極和海溝中都可以生存。在岩石圈每個部份都有线虫的存在，甚至是在南非地下900公尺到3600公尺深的金礦坑表面也不例外
。海床上有90%的動物是线虫。線蟲的數量眾多，常常每立方公尺就有上百萬個線蟲，佔地球所有動物的80%，線蟲生命週期的多様性，在各種營養條件下都有存在，也使得他們在許多生態系統中有重要的影響。有些線蟲會有隱生的特性。
線蟲原先在1919年被內森·科布命名為Nemata。後來，牠們被降級為囊蠕蟲中的一綱，最後才被重新分類至線蟲動物門。

## 形態學
線蟲是三胚層的後生動物，有一套完整的消化器官。線蟲沒有循環系統及呼吸系統；呼吸及物質的運輸完全是透過擴散作用完成的。體薄、縱切面為圓形，但實際上是兩側對稱的。線蟲的體腔是一個狹窄的假體腔。口部經常有不同的蓋口或突出物，有捕食及感覺的功能。在肛門之後的身體部位稱做尾部。表皮會分泌出堆積成層的角質層，保護身體免於乾燥、消化液，或其他嚴苛環境的破壞，有些種類還會形成移動用的突出物，例如幫助活動的纖毛。雖然此角質層允許移動及形狀改變，它仍非常不具彈性，且不允許蟲體的體積變大。因此，隨著蟲體長大，牠就得蛻皮、並產生新的角質層。角質層不允許體積改變的原因是要維持體內的高液壓。因為這個原因，線蟲沒有環狀肌，只有縱向肌，因為沒有這個必要。線蟲體內的液壓就是牠們是圓形的原因。
線蟲有一套簡單的神經系統。一條主神經索在腹側延伸，在頭端的感覺構造被稱做雙器（amphid），而尾端的感覺構造則被稱做側尾腺孔（phasmid）。
大部分自由生活的線蟲都相當微小，但有幾種寄生性的線蟲，如：蛔虫，可長到好幾公尺。因為無環狀肌的緣故，線蟲的身體只能往兩側方向擺動，所以牠移動的條件是要附著在固體物品上；其扭動掙扎的動作很難游泳，甚至根本無法游泳。

## 食性與排泄
線蟲一般吃細菌、藻類、真菌及原生動物，不過有些種類是濾食性的。线虫的排泄器官结构特殊，没有纤毛及焰细胞存在，可分为腺型和管型两种。腺型排泄器官属原始类型，通常由1到2个称为原肾细胞的大的腺细胞构成，开口在神经环附近的腹中线上。海中自由生活的线虫（如Linhomeus）属此，但一般为一个原肾细胞；小杆线虫（Rhabdias）则具有两个。寄生线虫多为管型排泄器，是由一个原肾细胞特化形成，略呈H型，两个侧管在前端以一横管相连分别位于侧上皮索内，最后经过共同的小管以排泄孔开口在前端腹中线上，例如驼形线虫（Camallanus）。蛔虫（Ascaris lumbricoides）的排泄管也呈H形，只是横行管成网状，侧管前端不发达。

## 生殖與生命史
線蟲一般行有性生殖。雄性通常比雌性小（差異往往相當巨大），而且尾端常呈彎曲狀，好在交配時抓住雌性。交配時，一個以上的幾丁質交接刺（spicule）會從泄殖腔伸出，並插入雌性的生殖孔。似變形蟲的精子會沿著針狀體爬入雌性蟲體。卵被雌性排出時，可能已胚化（embryonated）或尚未胚化（unembryonated），意思是受精卵可能尚未發育。在自由生活的線蟲種中，卵會孵化成幼蟲，最後變成成蟲；在寄生性的線蟲種中，通常有一個更為複雜的生命週期。

## 生活方式

### 非寄生的線蟲
非寄生線蟲的發育通常會經過四次的蛻皮。不同種線蟲的食性也不相同，包括藻類、真菌、小型動物、排泄物、生物死屍、或是活的生物組織。非寄生的海洋線蟲是小型底棲生物中很重要且數量繁多的生物之一。海洋線蟲在分解過程中扮演重要的角色，有助於在海洋環境中的營養再利用，而且對因污染造成的環境變化相當敏感。秀麗隱桿線蟲是一種生活在土壤裡的線蟲，是生物學家已有相當了解的模式生物。秀麗隱桿線蟲的所有基因都已經定序，也確定了每一個細胞及所有神經元在發育過程中的變化。

### 寄生

#### 動物寄生

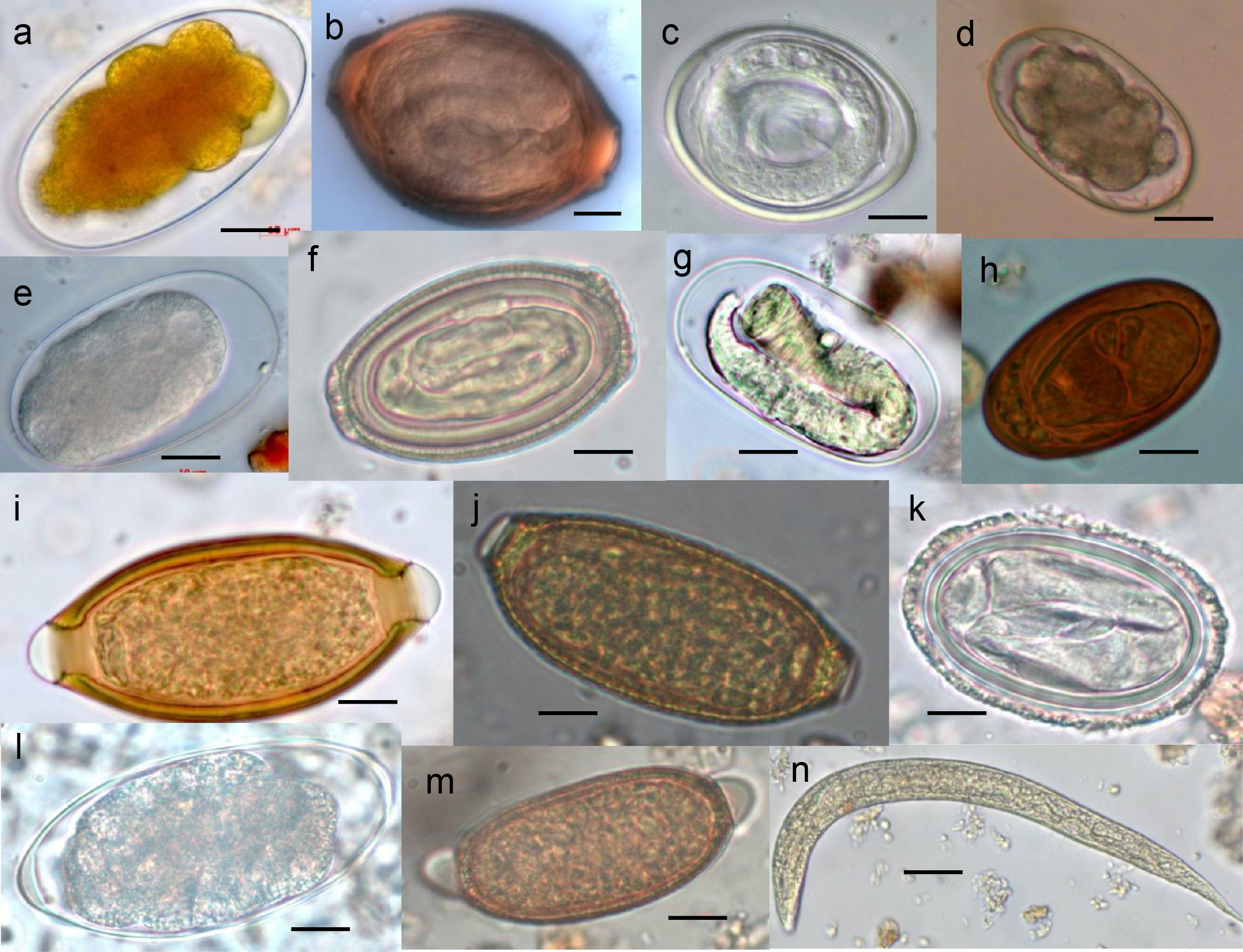
野生靈長類糞便中的蟲卵（多半是線蟲）

寄生性的線蟲常有十分複雜的生命週期，在不同的寄主或是寄主身上不同的部位間不斷的遷移。感染途徑有食用未煮熟而含有蟲卵或幼蟲的肉、經由未經保護的傷口進入、直接穿入皮膚、經由吸血動物的傳移等等。人類身上常見的寄生性線蟲有鞭蟲、鉤蟲、蟯蟲、蛔蟲及絲蟲（filarid）。旋毛蟲會感染老鼠、豬，及人類，引起旋毛蟲病。貝蛔蟲（Baylisascaris）通常感染野生動物，但是對人類一樣是致命的。捻轉血矛線蟲（Haemonchus contortus）是世界各地的綿羊中最常見的寄生蟲，已對羊牧場造成了巨大的經濟損失。

#### 植物寄生
植物的寄生性線蟲有幾個會造成巨大經濟損失的類型。最常見的幾個屬有：穿孔線蟲（Radopholus）、葉芽線蟲屬（Aphelenchoides）、根瘤線蟲屬（Meloidogyne）、胞囊線蟲（Heterodera）、黃金線蟲（Globodera）、偽根瘤線蟲（Nacobbus）、根腐線蟲（Pratylenchus）、莖線蟲屬（Ditylenchus）、劍線蟲屬（Xiphinema）、長針線蟲（Longidorus）、殘根線蟲（Trichodorus）等。一些植物寄生線蟲會破壞植物根的組織，並可能形成可見的蟲癭（根結線蟲），這對牠們的診斷是非常有用的指標。有些線蟲會在牠們以植物為食的時候傳染植物病毒。其中一個例子是標準劍線蟲（Xiphinema index），葡萄扇葉病毒（GFLV，Grapevine Fanleaf Virus），一種很重要的葡萄疾病的帶菌者。
其他的線蟲會攻擊樹皮和森林中的樹。這群線蟲中最重要的代表是松材線蟲，常見於亞洲及美洲，最近也於歐洲發現。

## 分类
线虫动物门的种类繁多，因為缺乏許多关于线虫的知識，其分类系统仍有爭議。Chitwood BG兄弟及Chitwood MB提出一個最早期，也是很具有影響力的分類系統，後來也有再作修改，此分類系統將线虫分為無尾感器亞綱（Aphasmidia）及尾感器亞綱（Phasmidia）。後來重新命名為有腺綱（Adenophorea）及胞管腎綱（Secernentea）。胞管腎綱有許多共同的特徵，包括具有尾感器，也就是一對在後方兩側之處的感覺器官，這也成為分類的基礎。因為無尾感器亞綱這個分類中還有些不同，因此也產生了許多後續不同的分類。

## 流行病學

2002年每十萬人因為线虫感染造成的失能調整生命年
無資料
小於25
25–50
50–75
75–100
100–120
120–140
140–160
160–180
180–200
200–220
220–240
大於240

許多线虫會造成人類的疾病，例如蛔虫病、鞭虫病及鉤蟲感染。蝇类线虫會造成絲蟲病。

## 土壤系統
90%的线虫居住在土壤上層15公分的範圍。线虫本身是以生物為食，不會分解有機物質。线虫可以有效的調整細菌的數量以及其組成。线虫每分鐘可以吃掉超過五千個細菌。线虫可以進行氮的礦物化，是氮循环中重要的一部份。
食肉真菌中的食線蟲真菌是線蟲的天敵。他們利用絲狀物或是黏合結構來誘騙线虫
。

## 外部連結
- Plant and Insect Parasitic Nematode Home Page （页面存档备份，存于）
- The Darwin Nematode Project （页面存档备份，存于）
- Deep-Sea Nematodes （页面存档备份，存于）
- Nematodes as Biological Control Agents of Insects（利用線蟲控制農業害蟲的研究與案例）
- Tree of life web project: Nematoda （页面存档备份，存于）